# 近傍系
数学の位相空間論周辺分野において、点の近傍系（きんぼうけい、英: neighbourhood system）あるいは近傍フィルター（きんぼうフィルター、英: neighbourhood filter）とは、その点の近傍全体の成す集合族をいう。

## 定義
位相空間 X とその任意の元 x に対して、x の（全）近傍系 {\displaystyle {\mathcal {V}}(x)} とは、x の近傍全体の成すフィルターをいう。
点 x における基本近傍系 (fundamental system of neighbourhoods), 近傍基 (neighbourhood basis) あるいは局所基 (local basis) とは、近傍フィルターのフィルター基をいう。すなわち {\displaystyle {\mathcal {V}}(x)} の部分集合 {\displaystyle {\mathcal {B}}(x)} が基本近傍系であるというのは、各近傍 V に対して {\displaystyle {\mathcal {B}}(x)} の元 B で V に含まれるものがとれること、記号で書けば
{\displaystyle \forall V\in {\mathcal {V}}(x)\quad \exists B\in {\mathcal {B}}(x){\mbox{ with }}B\subset V}
が成立することをいう。
逆に、任意のフィルター基に関すると同様、基本近傍系 {\displaystyle {\mathcal {B}}(x)} から近傍フィルター {\displaystyle {\mathcal {V}}(x)} を得ることができる。それには
{\displaystyle {\mathcal {V}}(x)=\left\{V\subset X\mid \exists B\in {\mathcal {B}}(x)\ \mathrm {s.t.} \ B\subset V\right\}}
とすればよい。
また近傍系は以下のように公理的に特徴づけられる。集合 X とその任意の元 x に対して X の部分集合のなす空でない族 {\displaystyle {\mathcal {V}}(x)} が次の 4 つの条件を満たすとき、集合 X 上に {\displaystyle {\mathcal {V}}(x)} を近傍系とする位相が唯ひとつ定まる。
- {\displaystyle \forall U\subseteq X,\ V\in {\mathcal {V}}(x):\ V\subseteq U\implies U\in {\mathcal {V}}(x)}
- {\displaystyle \forall U_{1},\dotsc ,U_{n}\in {\mathcal {V}}(x):\ \bigcap _{i=1}^{n}U_{i}\in {\mathcal {V}}(x)}
- {\displaystyle \forall U\in {\mathcal {V}}(x):\ x\in U}
- {\displaystyle \forall U\in {\mathcal {V}}(x),\ \exists V\in {\mathcal {V}}(x):\ \forall y\in V,\ U\in {\mathcal {V}}(y)}

言葉で書くと次のようになる。
- V が x の近傍ならば、V⊆U⊆X なる集合 U も x の近傍である。
- x の近傍を有限個とると、その共通部分も x の近傍である。
- x の近傍は x 自身を元にもつ。
- U を x の近傍とする。 U 上の点 y で、 U が y の近傍でもあるようなものの全体を U の内部といい int(U) で表す。{\displaystyle \mathrm {int} (U):=\{y\in U:\ U\in {\mathcal {V}}(y)\}} このとき、 x の別の近傍 V で V⊆int(U) であるようなものが存在する。実はこのような V で最大のものが存在して int(U) に等しい。

## 例
- ある点の全近傍系は明らかにそれ自身その点の近傍基である。
- 密着空間 X において、任意の点 x の近傍系は空間全体のみからなる： {\displaystyle {\mathcal {V}}(x)=\{X\}}。
- 距離空間の任意の点 x に対して、x を中心とする半径 1/n の開球体の列{\displaystyle {\mathcal {B}}(x)=\{B_{1/n}(x);n\in \mathbb {N} ^{*}\}}は可算な基本近傍系をなす。ゆえに、任意の距離空間は第一可算である。
- 空間 E 上の測度全体の成す空間に弱位相を入れたとき、測度 ν における基本近傍系は{\displaystyle \{\mu \in {\mathcal {M}}(E):|\mu f_{i}-\nu f_{i}|<\varepsilon _{i},i=1,\ldots ,n\}}で与えられる。ただし、fi は E 上の実数値連続有界函数である。

## 性質
半ノルム空間、つまり半ノルムの誘導する位相を備えたベクトル空間において、任意の近傍系 {\displaystyle {\mathcal {V}}(x)} は原点 0 における近傍系 {\displaystyle {\mathcal {V}}(0)} を
{\displaystyle {\mathcal {V}}(x)={\mathcal {V}}(0)+x}
と平行移動することによって得られる。これはベクトルの加法が半ノルムの誘導する位相に関して分離連続であるという仮定から従う。従って、この空間の位相は原点における近傍系のみから決定される。より一般に、位相が平行移動不変距離や擬距離から定まる場合にも同様のことが成り立つ。
空でない集合 A の任意の近傍系は A の近傍フィルターと呼ばれるフィルターを成す。